# Quentin Jouffroy
Quentin Jouffroy est un joueur de volley-ball international français né le 5 juillet 1993 à 
Grenoble (Isère). Il fait partie de l’équipe de France masculine de volley-ball. En club, il joue pour ASUL Lyon VB. puis au Montpellier Volley et ensuite au GFC Ajaccio Entre 2021 et 2023 il est licencié à Narbonne, puis il rejoint le Plessis-Robinson Volley-Ball en 2023. Il signe son premier contrat à l'étranger à Suwalki en Pologne, après les JO de Paris 2024.

## Biographie

### En club
Originaire de Grenoble, Quentin Jouffroy commence sa carrière à l’ASSUL Lyon puis signe à Tours. Avec le TVB il remporte la CEV Cup et le championnat de France. Il intègre petit à petit l’équipe de France en 2017 avant de s’imposer comme role player très utile au contre mais surtout au service. Le central des Bleus a notamment réussi une performance remarquable au service en championnat de France, claquant 9 aces avec son club du Plessis-Robinson en janvier dernier.
Pour l'année 2024-2025, il signe en Pologne, à Suwalki, une première à l'étranger pour lui.

### En sélection nationale
Aux Jeux Olympiques de Paris 2024, il réalise le rêve le plus fou qu'un sportif puisse rêver : être champion olympique dans son pays. Malgré une deuxième place de son groupe derrière les slovènes, et après avoir été mené 2 sets à 0 en quarts de finale contre l'Allemagne, l'Equipe de France hausse drastiquement son niveau de jeu et remportera 9 sets d'affilée jusqu'au titre suprême. Ils ont disposé de l'Italie en demi-finale (3-0) et de la Pologne en finale (3-0). En finale, il effectue une entrée remarquable au service dans le 3e set lorsque les deux équipes sont à égalité 18-18; avec 3 aces notamment, il va ramener la France à deux points du titre olympique.

## Palmarès

### En sélection nationale
- Jeux olympiques (1)
  -  : 2024
- Ligue des nations (2)
  -  : 2022
  -  : 2024

### En club
- Ligue A Masculine :
  - Vainqueur : 2018.

- Challenge Cup :
  - Vainqueur : 2018[5].

- Coupe CEV :
  - Vainqueur : 2017.

## Distinctions

### Décorations
Chevalier de la Légion d'honneur (décret du 23 septembre 2024)